# 成毛康雄
成毛 康雄（なるけ やすお、1955年4月12日 - 2020年7月27日）は、日本の技術者、実業家、工学博士。東芝代表執行役副社長等を経て、初代キオクシアホールディングス（旧・東芝メモリホールディングス）代表取締役社長兼キオクシア（旧・東芝メモリ）代表取締役社長。

## 人物・経歴
千葉県出身。1984年東京工業大学大学院理工学研究科博士課程修了、工学博士。博士論文は「微小シリコン電界効果トランジスタの製作法に関する研究」。同年東芝に入社し、以降フラッシュメモリ事業に一貫して携わった。
東芝メモリ事業部SRAM製品技術部長等を経て、2004年2月セミコンダクター社メモリ事業部長附。2009年四日市工場長。2010年メモリ事業部長。2011年執行役常務に昇格。2013年執行役上席常務セミコンダクター＆ストレージ社社長。
2015年東芝代表執行役副社長。2017年から東芝メモリ（現・キオクシア）代表取締役社長を務め、ベインキャピタルなどの米韓連合傘下入りにあたり、2018年には東芝代表執行役副社長を退任した。2019年には東芝メモリホールディングス（現・キオクシアホールディングス）を設立し、同社代表取締役社長を兼務したが、病気療養が長引いたため2020年に顧問に退いた。
2020年7月27日、病気のため死去。65歳没。